# Racheltjie de Beer
Racheltjie de Beer (1831 - 1843) is een heldin uit een Zuid-Afrikaans volksverhaal. 
Zij zou volgens de legende op 12-jarige leeftijd haar jongere broertje, Dirkie de Beer, van de dood hebben gered.
Er is echter geen enkel bewijs voor het bestaan van de twee.

## De legende
De legende vertelt dat in de winter van 1843 Racheltjie en haar 6 jaar oude broer deel uitmaakten van een grote trek vanuit Oranje-Vrijstaat richting Transvaal, toen 's nachts struikrovers het kamp binnendrongen en er met een kalf vandoor gingen.
Toen men in de ochtend de verdwijning opmerkte, besloot men een zoektocht in te stellen. Ook aan Racheltjie en haar broer werd opgedragen om mee te helpen zoeken. Broer en zus zochten heel de dag door. Ze zochten zo lang dat het al begon te schemeren en omdat ze wisten dat ze nooit voor het donker het kamp konden bereiken en het tot overmaat van ramp begon te sneeuwen, besloot Racheltjie een onderkomen voor de nacht te zoeken.
Dat vond ze in de vorm van een door een stekelvarken uitgegraven termietenheuvel.
Het meisje gaf haar kleren aan haar broertje en ging zelf voor de ingang liggen om de koude buiten te houden.
De volgende dag vond hun familie het tweetal, het jongetje had het overleefd, zijn zus helaas niet.

## Bevindingen over Racheltjie en de Amerikaanse Hazel Miner
Een theorie stelt dat het verhaal van Racheltjie de Beer  overeenstemt met die van de jonge Amerikaanse sneeuw-heldin Hazel Miner, die in 1920 in North Dakota stierf. Hieruit wordt geconcludeerd dat Racheltjie alleen maar een afspiegeling van Hazel Miner blijkt te zijn.